# 유러피언 챌린지 컵
유러피언 챌린지 컵(European Challenge Cup)은 1996년 시작한 유럽의 2부 럭비 유니온 대회이다. 하이네켄 컵과 같은 방식으로 운영되며 이 대회의 우승팀은 다음 해의 시즌 하이네켄 컵의 출전권을 가진다.

## 참가 자격
- 잉글랜드 - 5~6팀 (하이네켄 컵에 출전하지 못한 아비바 프리미어십 팀)
- 프랑스 - 7~8팀 (하이네켄 컵에 출전하지 못한 톱 14 팀)
- 웨일스
- 아일랜드
- 스코틀랜드
- 이탈리아
- 루마니아 - 부쿠레슈티 럭비
- 스페인&포르투갈

## 같이 보기
- 하이네켄 컵
- 잉글리시 프리미어십
- 유나이티드 럭비 챔피언십
- 톱 14